# Roger Smith (auteur)
Pour les articles homonymes, voir Roger Smith et Smith.
Roger Smith alias James Rayburn ou Max Wilde est un écrivain, producteur, réalisateur et scénariste sudafricain.

## Biographie
Né à Johannesburg en 1960, il est notamment l'auteur de plusieurs romans en cours d'adaptation cinématographique. Le thème de ses romans policiers est la violence dans la société sud-africaine, et en particulier dans les Cape Flats au Cap. Il écrit des romans d’horreur et des thrillers d’espionnage sous les pseudonymes Max Wilde et James Rayburn.

## Romans
- Mélanges de sangs, Calmann-Lévy, 2011  (ISBN 9782702141793)
- Blondie et la mort, Calmann-Lévy, 2012  (ISBN 9782702143193)
- Le Sable était brûlant, Calmann-Lévy, 2013  (ISBN 9782702144886)
- Le Piège de Vernon, Calmann-Lévy, 2014  (ISBN 9782702144251)
- Pièges et sacrifices, Calmann-Lévy, 2015  (ISBN 9782702155332)
- Un homme à terre, Calmann-Lévy, 2016  (ISBN 9782702158050)
- Au milieu de nulle part, Calmann-Lévy, 2017  (ISBN 9782702160312)
- La vérité même, Calmann-Lévy, 2018  (ISBN 9782702159910)
- L'otage introuvable, Calmann-Lévy, 2020  (ISBN 9782702165034)

## Prix et récompenses
- 2010 : Deutscher Krimi Preis (Allemagne) pour Mélanges de sangs.
- 2011 : KrimiWelt-Bestenliste (Allemagne) pour Blondie et la mort.